# Echinocereus pentalophus
Espèce
Classification APG III (2009)
Synonymes
- Cereus pentalophus
- Cereus procumbens
- Echinocereus leonensis

Echinocereus pentalophus est un cactus (famille des Cactaceae) originaire des zones arides du Mexique et du Texas aux États-Unis.

## Galerie

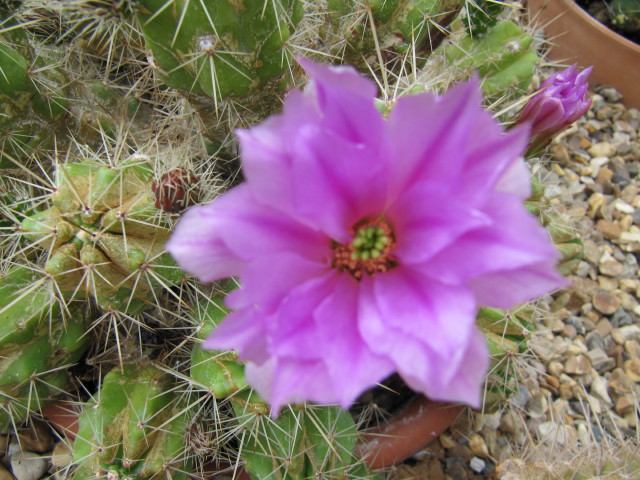
Fleur.